# Колонцифра

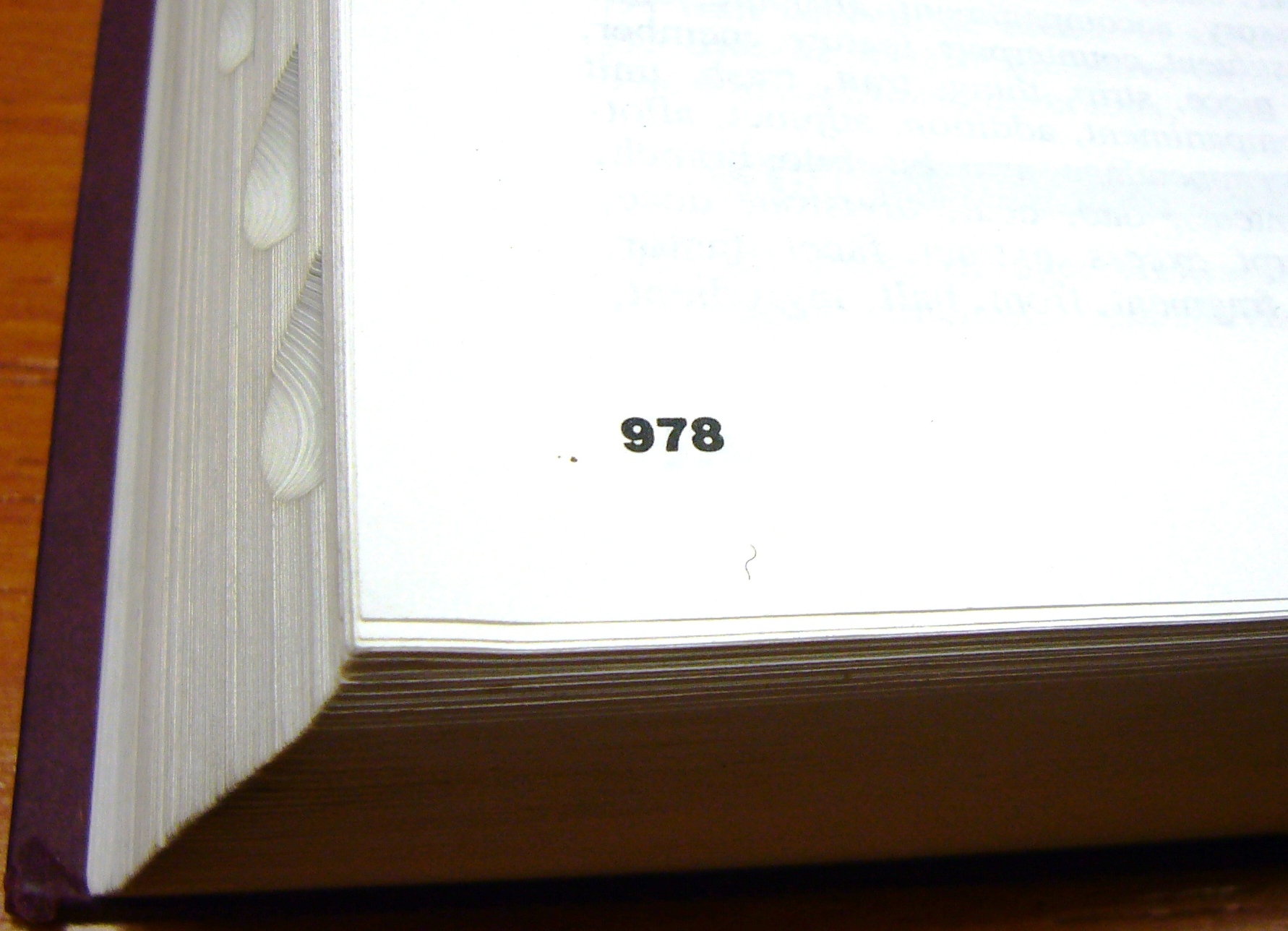
Колонцифра внизу бокового поля страницы книги

Колонцифра (нем. Kolumnenziffer) — номер страницы, помещённый на одном из полей или в колонтитуле издания.

## Описание
В классической типографике колонцифры не принято ставить:
- на титуле
- на спусковых (начальных) полосах (если в книге колонцифры даны в верхнем поле)
- на концевых полосах (если в книге нет колонтитулов и колонцифры даны в нижнем поле)
- на полосах, полностью занятых иллюстрациями, если на последние нет ссылок в тексте
- на вклейках
- на полосе, занятой посвящением.

Страницы без колонцифр (кроме вклеек) входят в общую нумерацию.
Простановка колонцифр называется пагинацией (лат. pagina — страница). Кроме того, к пагинации относят нумерацию или литерацию колонок, их участков, а иногда и каждой строки. Такая пагинация появилась прежде самой нумерации страниц. Характерна для сакральных, справочных, объёмных книг.

## История
Первый известный случай нумерации страниц датирован 1470 годом. Колонцифра утвердилась в книге в середине XVI века, сменив кустоду. Классическое место колонцифры — в верхней части полосы, у внешнего края колонтитула.
В XIX веке колонтитул стали реже использовать, а колонцифра устремилась к середине. Из-за «боязни пустого места» к ней стали приставлять с боков чёрточки или орнаментальные «усики».
В XX веке колонцифру стали ставить с самых разных сторон страницы.
В эпоху конструктивизма колонцифра стала предметом фетишизации.